# Beit Duqqu
Beit Duqqu, también transcrito como Bayt Duqqu, (en árabe: بيت سوريك‎) es un municipio palestino de la gobernación de Jerusalén, Cisjordania. Está situado a 17 km al noroeste de Jerusalén, a una altitud de 650 metros. Según la Oficina Central de Estadísticas de Palestina, tenía 1754 habitantes en 2017.
Beit Duqqu es parte del «Enclave de Biddu», al que pertenecen los pueblos palestinos de Biddu, Beit Ijza, Al-Qubeiba, Qatanna, Beit Surik, Beit ‘Anan y Kharayib Umm al Lahim. El enclave está rodeado al sur, este y oeste por la barrera de separación israelí que impide el acceso a buena parte de sus tierras de cultivo y dificulta su conexión con el resto de Cisjordania.

## Historia

### Imperio otomano
En los registros fiscales de 1596 del Imperio otomano, que gobernó el sureste europeo, el Medio Oriente y el norte de África durante cuatro siglos, «Bayt Duqqu» aparece situado en la nahiya de Jabal Quds, en la liwa de Al-Quds. La población constaba de tres familias, todas musulmanas. Pagaban un impuesto de 33,3 % sobre los productos agrícolas, que incluían trigo, cebada, olivos y árboles frutales, cabras y colmenas, además de «ingresos ocasionales», por un total de 2730 akçe.
En 1838, se mencionaba como una aldea musulmana, situada en el distrito de Beni Malik, al oeste de Jerusalén.
En 1870, Guérin lo describió como una «pequeña aldea, situada en la cima de una alta colina». Socin descubrió en una lista oficial otomana de aldeas de aproximadamente el mismo año (1870) que Beit Duqqu tenía una población de 125 habitantes, con un total de 36 casas, aunque el recuento de la población solo incluía a los hombres.
En 1883, el Estudio de Palestina Occidental (SWP) del Fondo para la Exploración de Palestina (PEF) lo describió como «una aldea de tamaño moderado, situada en lo alto de una cresta, con un manantial al noroeste y olivos al norte. También era un feudo como Beit 'Anan».
En 1896, se estimaba que la población de «Bet dukku» era de unas 114 personas.

### Palestina mandataria
En el censo de Palestina de 1922 llevado a cabo por las autoridades del Mandato Británico, Bait Duqu tenía una población de 254 habitantes, todos musulmanes, que aumentó en el censo de 1931 a 328 musulmanes, en 84 casas habitadas.
Según las estadísticas municipales de 1945, Beit Duqqu tenía una población de 420 musulmanes, con 5393 dunams (539,3 ha) de tierra, según un estudio oficial sobre la tierra y la población. De esta superficie, 1610 dunams eran plantaciones y tierras de regadío, 1767 se destinaban al cultivo de cereales, mientras que 27 dunams eran terrenos urbanizados.

### Administración jordana
Tras la guerra árabe-israelí de 1948, y según los acuerdos del armisticio de 1949, Beit Duqqu quedó bajo dominio jordano.
Según el censo de población llevado a cabo por Jordania en 1961, Beit Duqqu contaba 537 habitantes.

### Desde 1967
Desde la Guerra de los Seis Días en 1967, en la que Israel conquistó Cisjordania, Beit Duqqu ha estado bajo ocupación israelí. La población censada en 1967 por las autoridades israelíes había bajado a 438 habitantes, de los cuales 16 eran refugiados de 1967.
En 1982, el gobierno israelí confiscó 30 dunams de tierra de Beit Duqqu para atribuirlo al asentamiento de colonos Guiv'at Ze'ev construido a proximidad.
Tras los acuerdos de Oslo de 1995, 10,6 % (586 dunams) de las tierras del pueblo se clasificaron como Área B, bajo administración civil palestina y administración policial y militar israelí, y que corresponden a las áreas urbanizadas del municipio donde reside casi toda la población. El 89,4 % restante (4926 dunams) se clasificó como Área C, bajo administración civil y militar exclusiva de Israel, y corresponde en su mayoría a las tierras de cultivo y áreas abiertas de Beit Duqqu, con acceso limitado y bajo control total israelí.
La barrera de separación israelí se extiende 1 km sobre las tierras de Beit Duqqu y aísla 326 dunums de la parte oriental de la aldea, 5,9 % de la superficie total de la aldea, a la que la población ya no tiene acceso. Las tierras aisladas incluyen zonas abiertas y agrícolas, que constituyen una importante fuente de ingresos para muchas familias de la aldea, y parte de la zona residencial palestina.

## Servicios públicos
Desde 1994 Beit Duqqu está gobernado por un consejo municipal de 9 miembros, nombrados por la Autoridad Nacional Palestina.
Existen dos escuelas públicas, una para chicos y otra para chicas, que dependen del ministerio de Educación palestino, pero no hay jardín infantil. Para niveles superiores o estudios mas específicos, los estudiantes tienen que acudir a los establecimientos de los pueblos cercanos del enclave. El pueblo carece de área de esparcimiento para niños y jóvenes.
El pueblo dispone de pocas instalaciones sanitarias. Tiene un único centro de salud, gestionado por la ONG palestina Palestinian Medical Relief Society (PMRS), pero carece de médico residente, de laboratorio de análisis, de servicios de radiología y no dispone de ambulancia. Para urgencias y especialidades, los habitantes tienen que ir al centro de la Media Luna Roja en Biddu, a 4km de distancia.